# Blue Wing Airlines-vlucht PZ-TSO
Het ongeval met Blue Wing Airlines-vlucht PZ-TSO vond plaats op 3 april 2008 op de landingsbaan van Lawa Antino Airstrip, nabij de grens tussen Suriname en Frans-Guyana. Een Antonov An-28 van Blue Wing Airlines stortte tijdens de landing neer. Hierbij kwamen alle 19 inzittenden om het leven. De enorme vuurzee was met de brandblussers van de toegesnelde Braziliaanse goudzoekers niet te blussen. Zij konden slechts de verkoolde lichamen bergen, nadat een graafmachine het vuur had afgedekt met zand.
Onder de passagiers bevonden zich een Surinamer met de Nederlandse nationaliteit en zes Fransen van Indiaanse afkomst.
Het vliegtuig was vertrokken van Zorg en Hoop Airport in Paramaribo, de hoofdstad van Suriname, met zeventien passagiers. Elf passagiers zouden uitstappen op Lawa Antino Airstrip, een landingsbaan tien kilometer ten westen van de goudzoekersplaats Benzdorp, nabij Frans-Guyana, waar zij zouden werken voor het Surinaamse telecombedrijf Telesur. De overige zes passagiers zouden naar Anapaike vliegen.
Een van de twee piloten, Soeriani Jhauw-Verkuijl, was een dochter van een van Surinames bekendste architecten, Arie Verkuijl, en was getrouwd met Amichand Jhauw, directeur van Blue Wing Airlines. Haar broer, eveneens piloot, was ter plaatse aanwezig en zag het ongeluk gebeuren.
Deze ramp was de grootste vliegramp in Suriname sinds 7 juni 1989, toen een DC-8 van SLM neerstortte nabij de internationale luchthaven Zanderij.
Suriname heeft Nederland om steun gevraagd op het gebied van het onderzoek naar de ramp en voor het identificeren van de slachtoffers. Het Nederlands Forensisch Instituut voerde DNA-onderzoek uit om zo de identiteit van tien inzittenden vast stellen.
Tijdens een radio-interview maakt het hoofd van het reddingsteam Hi-Jet, Jerrel van Embrigs, bekend dat de linkermotor er tijdens een doorstart mee ophield. Het toestel sloeg vervolgens links over de kop en stortte neer in een bos.